# Cassida rubiginosa
Cassida rubiginosa, der Distelschildkäfer, gehört in die Familie der Schildkäfer.

## Kennzeichen
Cassida rubiginosa ist etwa 6–7,5 mm groß. Die Oberseite einschließlich Halsschild und Flügeldecken ist leuchtend grün gefärbt, die Unterseite ist schwarz. Oft weist der Außenrand von Flügeldecken und Halsschild einen schmalen gelben Saum auf.
Die Flügeldecken haben häufig ein gelbbraunes oder braunes Basaldreieck sowie vier Basalflecke, die manchmal zu einem breiten braunen Saum entlang der Flügeldeckennaht verschmolzen sind, aber auch ganz fehlen können. Die Oberseite von Halsschild und Flügeldecken weist eine Punktierung aus groben Punkten auf, die auf den Flügeldecken nicht in deutlichen Reihen stehen, sondern unregelmäßig über die Oberfläche verteilt sind. Beine und Fühler sind rotbraun gefärbt, die Fühler zur Spitze hin angedunkelt. Am lebenden Tier sind die Körperanhänge meist unter dem breit schildförmigen Körper verborgen und nicht sichtbar.

## Biologie und Lebensweise

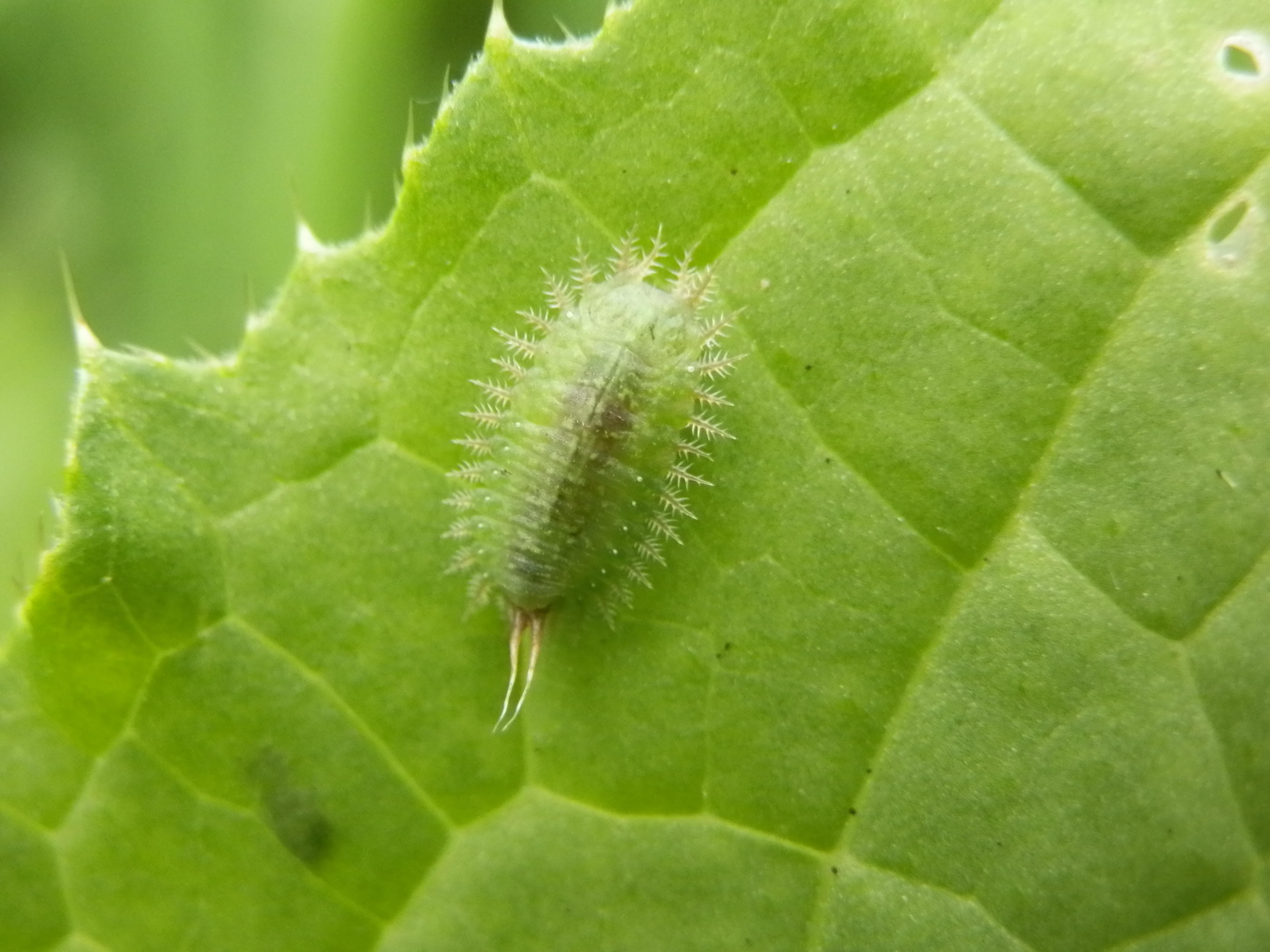
Cassida rubiginosa (Larve)

Cassida rubiginosa ernährt sich von Disteln (Cirsium und Carduus) oder Kletten (Arctium)-Arten. Weitere, seltener genannte Nahrungspflanzen sind Flockenblumen (Centaurea) und eine Vielzahl weiterer Asteraceen (Korbblütler). Wichtigste Futterpflanze für Käfer (Imagines) und Larven ist die Acker-Kratzdistel (Cirsium arvense). Die Art hat zumindest im Norden ihres Verbreitungsgebiets eine Generation pro Jahr (monovoltin) und überwintert als Imago. Die Käfer verlassen dazu im Herbst die Nahrungspflanze und fliegen gezielt Wälder und Gehölzbestände an, wo sie in der Laubstreu überwintern. Stehen keine geeigneten Überwinterungshabitate zur Verfügung, ist die Sterblichkeit (Mortalität) im Winter sehr hoch (drei von vier Käfern). Die Käfer verlassen im späten Frühjahr (März bis April) ihr Winterquartier und paaren sich auf der Nahrungspflanze. Anschließend legt das Weibchen seine Eier ab, vorzugsweise auf der Blattunterseite. Die Eier werden in einem geschützten Gelege mit einer Hülle (Oothek) abgelegt, ein Gelege umfasst vier bis fünf Eier, nicht selten auch weniger, manchmal nur eines. Jedes Weibchen legt im Laufe seines Lebens innerhalb von etwa drei Monaten zahlreiche Ootheken (im Durchschnitt über sechzig).
Jede Oothek wird anschließend zusätzlich durch etwas abgegebenen Kot getarnt. Wie die meisten Verwandten hat der Distelschildkäfer fünf Larvenstadien.
 Die Larvenhüllen (Exuvien) der älteren Larven bleiben auf der Dorsalseite kleben, in der Regel zusammen mit einer ausgedehnteren Hülle aus Kot. Dieser Schutzschild ist an einem langen, gabelteiligen Fortsatz am Hinterende der Larve befestigt. Zusätzlich weist die Larve jederseits zwei Stachelreihen auf. Die Stachel dienen vor allem als mechanische Sinnesorgane (Kontakt-Mechanorezeptoren), bei Reizung wird der Schild dem Angreifen zugewandt. Den Schild haben zahlreiche frühe Naturforscher beschrieben, als erster René-Antoine Ferchault de Réaumur bereits 1737. Die Entwicklungsdauer vom Ei zur Puppe dauert etwa zwanzig bis dreißig Tage, je nach Temperatur. Das letzte Larvenstadium wirft den Schild ab, heftet sich an der Pflanze fest und verpuppt sich dort. Die Imagines der neuen Generation schlüpfen in Deutschland im Hochsommer mit einem Maximum im späten August.
Die Larven gehören zu den Beutetieren der Feldwespen, die zu ihren wichtigsten Fressfeinden zählen. In einem Experiment zeigte eine Arbeitsgruppe Schweizer Ökologen, dass die Wespen Käferlarven auf exponierten Distelpflanzen häufiger erbeuten als auf versteckten. Die Käfer berücksichtigen dies allerdings nicht bei ihrer Eiablage.

## Verbreitung
Cassida rubiginosa ist in Europa von Skandinavien bis in die Mittelmeerregion weit verbreitet, er kommt nach Osten hin durch Sibirien bis in den russischen Fernen Osten vor. Er ist heute nach Nordamerika eingeschleppt (erster Nachweis: 1902 in Quebec), wo er insbesondere in Kanada und in den USA (im Süden bis Virginia, Westgrenze durch Ohio, Wisconsin und South Dakota) häufig ist.

## Ökonomische Bedeutung
Die Nahrungspflanze des Distelschildkäfers, die Ackerkratzdistel, zählt weltweit zu den am meisten gefürchteten landwirtschaftlichen Unkräutern. Adulte und Larven können diese Art besonders gegen Ende der Wuchssaison deutlich dezimieren und den Samenansatz stark vermindern. Der Distelschildkäfer gilt deshalb als wichtiger Antagonist dieser Pflanzenart. Er wurde absichtlich zur Bekämpfung der Ackerkratzdistel in einige Gebiete eingeführt, so 2007 in Neuseeland. Die Käfer können außerdem fliegend verschiedene pflanzenpathogene Rostpilze in der Distelpopulationen verbreiten. Das geschieht allerdings nicht mutualistisch, denn die Käfer bevorzugen und gedeihen besser auf nicht infizierten Pflanzen.